# Copa Báltica 2001
La Copa Báltica 2001 (en estonio, Balti turniir 2001; en letón, Baltijas Kauss 2001; en lituano, 2001 m. Baltijos taurė) fue la XIX edición de la competición amistosa, desarrollada en Letonia. Fue disputada por los seleccionados de Estonia, Letonia y Lituania entre los días 3 y 5 de julio.
La selección de Letonia consiguió su octavo título en la copa tras vencer a su par de Lituania en la última jornada por 4-1.

## Formato
Las tres selecciones se enfrentaron entre sí en un sistema de liguilla a una sola rueda. La selección con mayor cantidad de puntos obtenidos al finalizar el torneo se consagró campeona.

## Posiciones
| Selección | Pts | PJ | PG | PE | PP | GF | GC | Dif |
| --------- | --- | -- | -- | -- | -- | -- | -- | --- |
| Letonia   | 6   | 2  | 2  | 0  | 0  | 7  | 2  | 5   |
| Lituania  | 3   | 2  | 1  | 0  | 1  | 6  | 6  | 0   |
| Estonia   | 0   | 2  | 0  | 0  | 2  | 3  | 8  | -5  |

## Resultados
- Los horarios corresponden a la hora de Letonia (EEST; UTC+3).

| 3 de julio de 2001 | Letonia                                          | 3:1 (1:0) | Estonia      | Estadio Daugava, Riga                                      |                                                            |
| 18:30 (UTC+3)      | Verpakovskis 41' · Pahars 51' · Koļesņičenko 90' |           | Zelinski 47' | Asistencia: 3.500 espectadores Árbitro(s): Darius Miezelis | Asistencia: 3.500 espectadores Árbitro(s): Darius Miezelis |

| 4 de julio de 2001 | Lituania                                                                           | 5:2 (1:2) | Estonia                | Estadio Daugava, Riga                                  |                                                        |
| 18:30 (UTC+3)      | Buitkus 37' · D. Česnauskis 46' · Vasiliauskas 73' · Trakys 90' · Vilėniškis 90+1' |           | Anniste 7' · Švets 35' | Asistencia: 500 espectadores Árbitro(s): Romāns Lajuks | Asistencia: 500 espectadores Árbitro(s): Romāns Lajuks |

| 5 de julio de 2001 | Letonia                                                         | 4:1 (1:1) | Lituania   | Estadio Daugava, Riga                                  |                                                        |
| 18:30 (UTC+3)      | Rubins 45' · Pahars 52' · Blagonadeždins 84' · Koļesņičenko 89' |           | Barasa 12' | Asistencia: 4.000 espectadores Árbitro(s): Sten Kaldma | Asistencia: 4.000 espectadores Árbitro(s): Sten Kaldma |

| Campeón Letonia 8.vo título |